# Billy Barratt
Pour les articles homonymes, voir Barratt et Billy.
Billy Barratt est un acteur britannique, né le 16 juin 2007 à Londres (Angleterre).
En 2020, lors de la cérémonie de l'International Emmy Awards, à 13 ans, il est le plus jeune à recevoir le prix du meilleur acteur pour son rôle dans Responsible Child. Il se fait connaître grâce au rôle de Caspar Morrow dans la série télévisée Invasion (2021).

## Biographie

### Jeunesse
Billy Ace Barratt naît le 16 juin 2007 dans le quartier de Brixton à Londres, en Angleterre. Sa mère, Carolyn Owlett (en), est actrice et présentatrice, qui faisait partie du groupe de hip-hop britannique The 411 (2003–2008). Il est le petit-fils du chanteur gallois, Shakin' Stevens.
Il étudie l'art dramatique à la Sylvia Young Theatre School dans le quartier de Marylebone, à Londres.

### Carrière
En 2016, Billy Barratt commence sa carrière d'acteur à la télévision, dans quatre épisodes de la série historique Mr Selfridge, où il tient le rôle de Ralph Selfridge, fils du fondateur Harry Gordon Selfridge. Dans la même année, il apparaît dans le moyen métrage dramatique To Dream de Nicole Albarelli.
En 2017, il est engagé pour le rôle du prince Arthur dans la mini-série de fiction historique anglo-américaine The White Princess, ainsi qu'un petit rôle dans le téléfilm de science-fiction comique américain Sharknado 5: Global Swarming d'Anthony C. Ferrante.
En 2018, il apparaît en gamin des rues dans le film fantastique musical américain Le Retour de Mary Poppins (Mary Poppins Returns) de Rob Marshall.
En 2019, il est choisi pour le rôle principal dans le téléfilm dramatique britannique Responsible Child de Nick Holt, adapté d'un fait réel sur un garçon de 10 ans accusé d'avoir tué le petit-ami de sa mère,, pour lequel, en novembre 2020, à 13 ans, il est le plus jeune à recevoir le prix du meilleur acteur et les critiques soulignent que sa prestation est « remarquable ». Même année, il apparaît dans la jeunesse d'Ebenezer Scrooge dans deux épisodes de la mini-série A Christmas Carol, aux côtés de Guy Pearce et Andy Serkis.
En 2021, il décroche le rôle de Caspar Morrow, atteint d'une maladie rare qui lui permet de voir des extraterrestres dans sa tête, dans la série de science-fiction américaine Invasion. En mars 2021, on apprend qu'il fait partie de la distribution du film d'aventure fantastique Crater de Kyle Patrick Alvarez, dont la sortie n'est pas encore prononcée.

## Filmographie

### Cinéma

#### Longs métrages
- 2016 : To Dream de Nicole Albarelli : Luke, jeune
- 2018 : Le Retour de Mary Poppins (Mary Poppins Returns) de Rob Marshall : un gamin des rues
- 2019 : Music of My Life (Blinded by the Light) de Gurinder Chadha : Matt, à 10 ans
- 2022 : The Other Me de Giga Agladze : Niazi
- 2023 : Crater de Kyle Patrick Alvarez : Dylan
- 2025 : Substitution: Bring Her Back (Substitution (Bring her back) de Daniel et Michael Philippo : Andy

Prochainement
- 2022 : The Islander de Zoran Lisinac et Domagoj Mazuran : Neb, jeune

#### Court métrage
- 2021 : Figa de Nicole Albarelli : un garçon du groupe sectaire

### Télévision

#### Téléfilms
- 2017 : Sharknado 5: Global Swarming d'Anthony C. Ferrante : Gil
- 2019 : Responsible Child de Nick Holt : Ray

#### Séries télévisées
- 2016 : Mr Selfridge : Ralph Selfridge (4 épisodes)
- 2017 : The White Princess : le prince Arthur (mini-série ; 4 épisodes)
- 2018 : L'Aliéniste (The Alienist) : Ted Roosevelt Jr. (saison 1, épisode 10 : Castle in the Sky)
- 2019 : A Christmas Carol : Ebenezer Scrooge, jeune (mini-série ; 2 épisodes)
- 2021 : Invasion : Caspar Morrow (10 épisodes)

## Distinctions

### Récompense
- International Emmy Awards 2020 : meilleur acteur dans Responsible Child[1]

### Nomination
- National Film Awards 2020 : meilleur acteur débutant dans Responsible Child[8]

## Voix française
En France
- Camille Timmerman dans Invasion